# Mustafa Hadid
Mustafa Hadid (in persiano مصطفی حدید‎; Kabul, 25 agosto 1988) è un ex calciatore afghano, di ruolo attaccante.